# Garúa

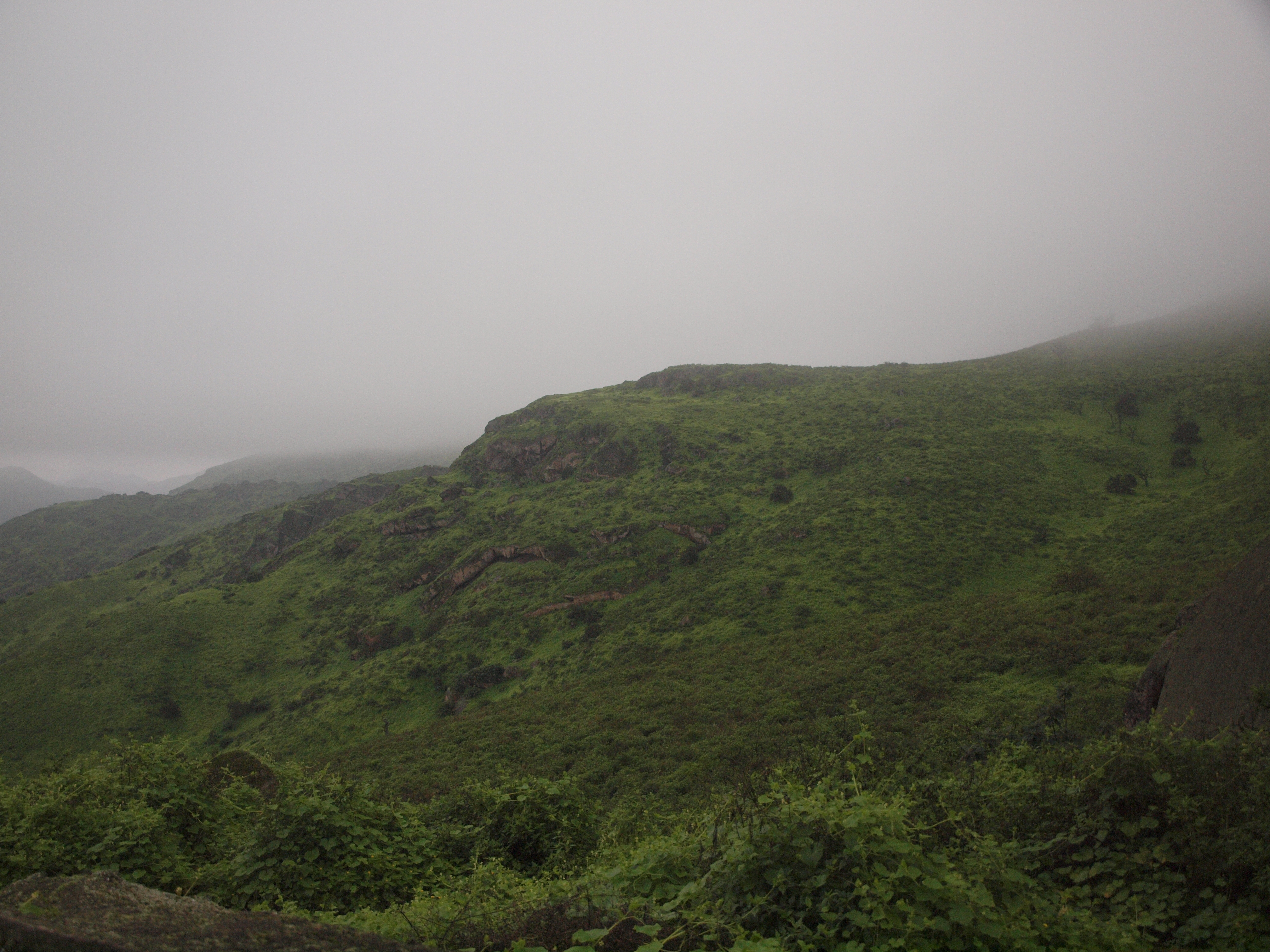
Garúa ở Lomas de Lachay, gần Lima, Peru,

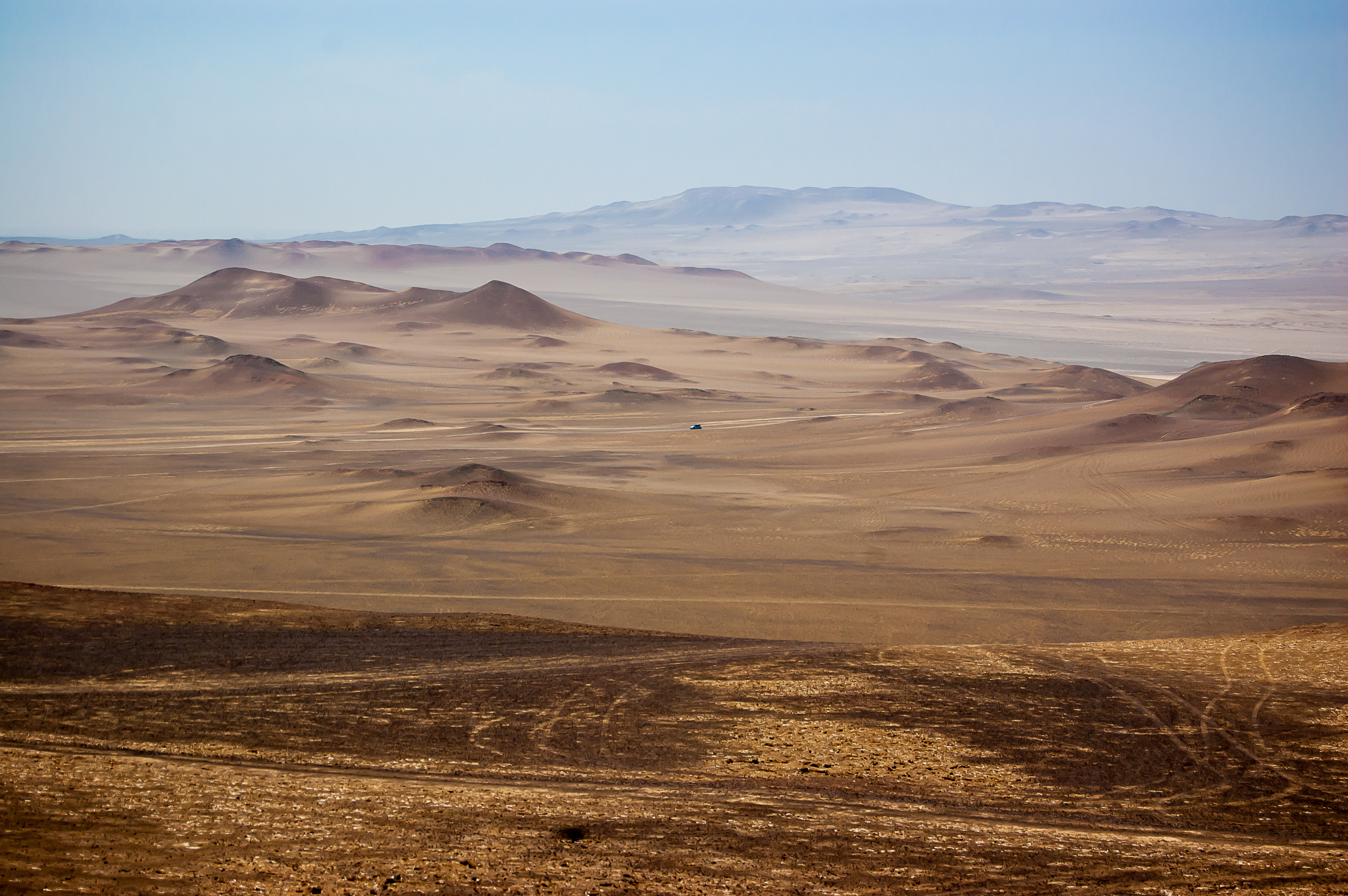
Hầu hết các sa mạc ven biển không có thảm thực vật, ngoại trừ nơi garúa có tác động.

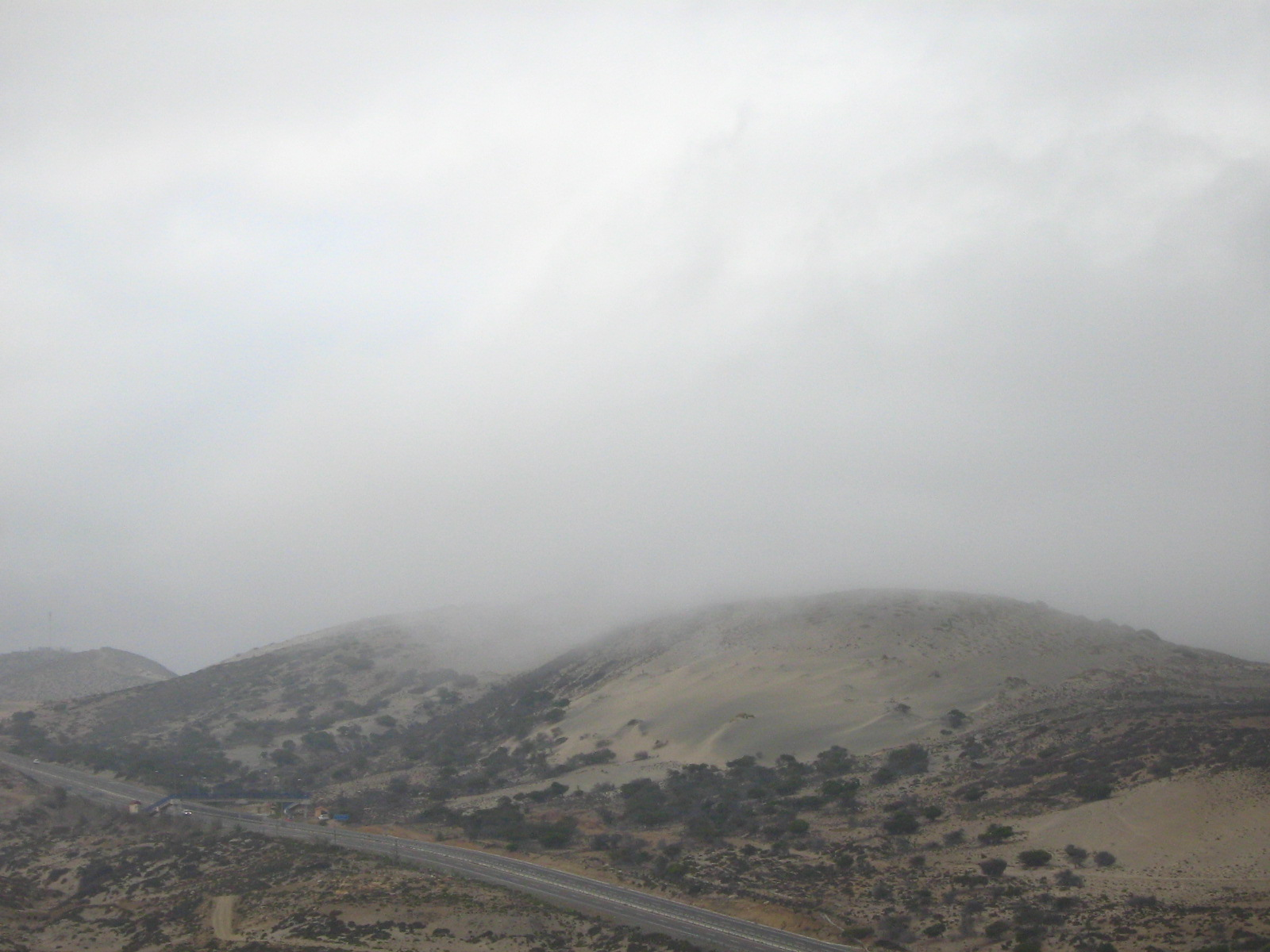
Ở Chile garúa được gọi là camanchaca.

Garúa là một từ tiếng Tây Ban Nha có nghĩa là mưa phùn hoặc sương mù. Mặc dù được sử dụng trong các bối cảnh khác trong thế giới nói tiếng Tây Ban Nha, garúa quan trọng nhất khi nói đến sương mù lạnh ẩm bao phủ bờ biển Peru, miền nam Ecuador và miền bắc Chile, đặc biệt là trong mùa đông ở bán cầu nam. Garúa được gọi là Camanchaca ở Chile. Garúa mang lại nhiệt độ ôn hòa và độ ẩm cao cho một sa mạc nhiệt đới ven biển. Garúa cũng cung cấp độ ẩm từ sương mù và sương mù đến một khu vực gần như không có mưa, nó cho phép sự tồn tại của các ốc đảo sương mù thực vật, được gọi là lomas.
Trong khi sương mù và mưa phùn là phổ biến ở nhiều khu vực ven biển trên thế giới, sự phổ biến và tồn tại của garúa và tác động của nó đối với khí hậu và môi trường làm cho nó trở nên độc đáo.

## Hình thành
Vùng nước lạnh của dòng chảy Humboldt chịu trách nhiệm cho cả các sa mạc ven biển và garúa dọc theo bờ biển Peru và Chile từ vĩ độ 5 ° đến 30 ° Nam, khoảng cách bắc-nam là 2.800 kilômét (1.700 mi). Giữa những vĩ độ đó, dòng Humboldt ôm lấy bờ biển mang lại nhiệt độ ôn hòa và độ ẩm cao cho một khu vực siêu khô cằn. Nước lạnh của Humboldt tạo ra một sự đảo ngược, không khí gần bề mặt đại dương mát hơn không khí ở trên, trái với hầu hết các tình huống khí hậu. Những cơn gió mậu dịch thổi không khí mát mẻ và sương mù về phía đông trên các khu vực ven biển, nơi sương mù kết hợp thành mưa phùn và sương mù, gọi là garúa.
Garúa là sương mù dày đặc không tạo ra mưa. Các giọt nước trong sương mù đo được có kích thước từ 1 đến 40 micron, quá mịn để tạo thành mưa.

## Tác động đến khí hậu
Tác động của dòng điện Humboldt và garúa mà nó tạo ra là đáng kể. Lima, Peru gần mực nước biển và nằm ở vĩ độ 12 ° nam thuộc vùng nhiệt đới và trong hầu hết các tình huống khí hậu có nhiệt độ trung bình là 26 °C (79 °F) hoặc cao hơn trong mỗi tháng trong năm. Ngược lại, Lima có nhiệt độ trung bình hàng tháng dao động từ 23 °C (73 °F) (từ tháng 1 đến tháng 3) trong những tháng ấm nhất và 17 °C (63 °F)     trong những tháng mát nhất từ tháng 7 đến tháng 9, những tháng mà garúa xuất hiện thường xuyên nhất.
Tác động đến ánh nắng mặt trời thậm chí còn đáng kể hơn. Hàng năm, chỉ có 34 phần trăm số giờ ban ngày ở Lima có ánh nắng mặt trời. Trung bình, tháng 7 và tháng 8 nhận được ít hơn một giờ mỗi ngày nắng. Lima chỉ nhận được 1.230 giờ nắng mỗi năm. Ngược lại, London, nổi tiếng là nhiều mây và sương mù, nhận được 1.573 giờ nắng hàng năm và Thành phố New York nhận được 2.535 giờ nắng mỗi năm. Khí hậu của Lima là điển hình của bờ biển Peru và miền bắc Chile.
Những đám mây và sương mù ở khắp mọi nơi trong mùa đông ở Lima đã khiến tác giả người Mỹ ở thế kỷ 19, Herman Melville gọi Lima, là thành phố kỳ lạ nhất, buồn nhất mà bạn không thể nhìn thấy. (Tuy nhiên, Lima thế kỷ hai mươi mốt, có một giao dịch du lịch phát triển mạnh mẽ và đã được mô tả là có một "sự đáng yêu tiềm ẩn".) 
Lượng mưa trung bình hàng năm cho hầu hết bờ biển sa mạc bắc-nam dài 1700 dặm là dưới 10 milimét (0,39 in)   và một số khu vực có thể không có mưa trong nhiều năm. Chỉ có hơi ẩm ngưng tụ từ các đám mây garùa - cộng với các sự kiện El Niño thường xuyên - cho phép các đảo thực vật có mặt trong các lomas rải rác lên xuống bờ biển Peru và Chile. Ngoại trừ các lomas và thung lũng sông chảy ra Andes cao hơn và ẩm hơn, sa mạc ven biển gần như hoàn toàn cằn cỗi của thảm thực vật.
Garúa chỉ kéo dài một vài km vào đất liền, tan trên đất liền, đặc biệt là nơi nó kết hợp với sườn núi ở độ cao 300 mét (980 ft)   đến 1.000 mét (3.300 ft), độ cao mà tại đó các lomas thực vật được tìm thấy.

## Tích trữ sương mù

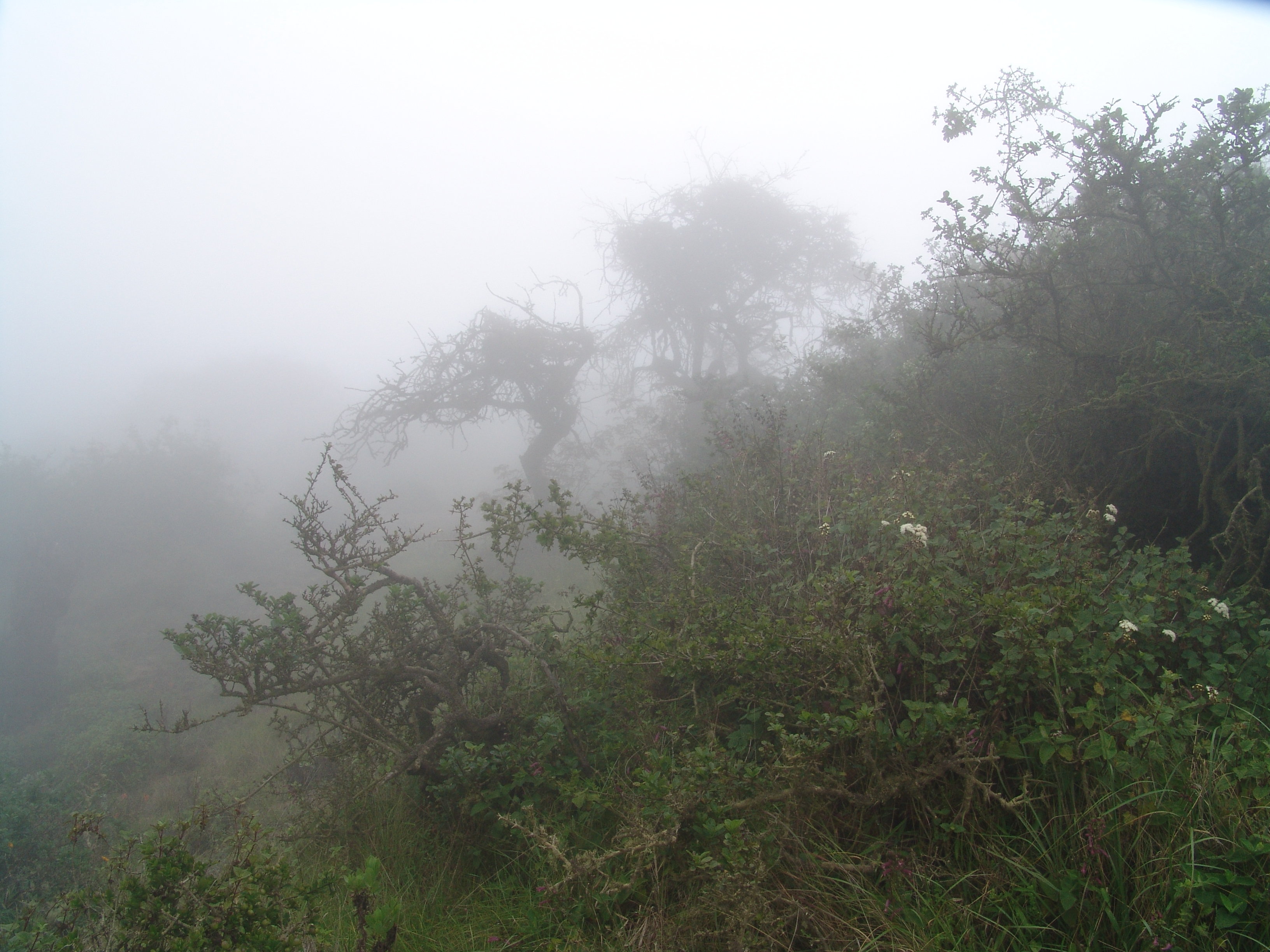
Atiquipa, Peru. Độ ẩm từ garúa đủ để cho phép cây phát triển mạnh.

Ở một vùng đất sa mạc khan hiếm nước, nước bị thu giữ từ garúa đầy hơi ẩm. Tại Chile, vào năm 1985, các nhà khoa học đã nghĩ ra một hệ thống thu gom sương mù bằng lưới polyolefin để thu các giọt nước trong sương mù để tạo ra nước chảy cho các ngôi làng ở những khu vực sa mạc khác. Dự án Camanchacas đã lắp đặt 50 lưới thu sương mù lớn trên một sườn núi, chiếm khoảng 2% lượng nước trong sương mù.
Năm 2005, một lần lắp đặt các tấm 3 mét vuông (32 foot vuông)     sản xuất 5 lít (1,1 gal Anh; 1,3 gal Mỹ) nước mỗi mét vuông mỗi ngày.
Ở Peru, như một phần trong nỗ lực bảo tồn hệ sinh thái mỏng manh của những người yêu nước garúa, các nhóm bảo tồn đã lắp đặt lưới chống sương mù ở quận Atiquipa để lấy nước và giúp 80 gia đình sống trong khu vực mở rộng sản xuất nông nghiệp, chủ yếu trồng ô liu.